# Mühlheim am Main
Mühlheim am Main is een gemeente in de Duitse deelstaat Hessen (Deutschland), gelegen in de Landkreis Offenbach. De stad telt 28.534 inwoners.

## Geografie
Mühlheim am Main heeft een oppervlakte van 20,67 km². De plaats ligt in het Rijn-Maingebied aan de zuidelijke, linkeroever van de Main tussen Offenbach am Main en Hanau in de historische regio Maingau.
Mühlheim grenst in het noorden met de Main als gemeentegrens aan de stad Maintal (Main-Kinzig-Kreis), in het oosten aan de stad Hanau (Main-Kinzig-Kreis), in het zuiden aan Obertshausen (ook deel van het Landkreis Offenbach) en in het westen aan de Kreisfreie Stadt Offenbach am Main.
De gemeente Mühlheim am Main bestaat uit de gebieden Mühlheim, Dietesheim en Lämmerspiel. Naast de oude binnenstad en het stadscentrum omvat het deel Mühlheim ook de woonwijken Markwald en Rote Warte.
Dietzenbach ·
Dreieich ·
Egelsbach ·
Hainburg ·
Heusenstamm ·
Langen (Hessen) ·
Mainhausen ·
Mühlheim am Main ·
Neu-Isenburg ·
Obertshausen ·
Rödermark ·
Rodgau ·
Seligenstadt